# Plessis-Saint-Jean
Pour les articles homonymes, voir Saint-Jean.
Plessis-Saint-Jean est une commune française située dans le département de l'Yonne en région Bourgogne-Franche-Comté.

## Géographie

### Localisation
Le village est situé sur le point haut du plateau qui sépare les vallées du Sénonais de celle de la Seine. Cette ligne de crête s’élève doucement d’est en ouest. À 160 mètres d’altitude, on voit Montereau, les bois du Montois, la forêt de Sourdun, le Gâtinais. Vers le midi, la vue est arrêtée par Chalopin qui masque Sens.
Le village possède le hameau de La Garenne et le lieu-dit Grange Neuve.

### Hameaux, lieux-dits et écarts
La commune du Plessis renfermait deux hameaux : La Garenne et Courmont, dont un fermier général, Lebas de Courmont, oncle du dernier seigneur a porté le nom. Il avait deux autres hameaux que le feu des guerres civiles a entièrement détruits, on  les appelait Chevroy et Sorion.
Aujourd'hui, il reste un hameau : La Garenne et un lieu-dit Grange Neuve (situé au sud de La Garenne).

#### La Garenne
La Garenne doit son nom à un statut juridique particulier en 1682:  
on n'est pas autorisé à élever le rongeur hors des clapiers.

#### Lieux-dits
Au XVe siècle, le village possédait comme lieu-dit La Chaulme (derrière l'église), Les Boulans et Le Viel Molin dès le XVIe.

### Climat
Pour des articles plus généraux, voir Climat de la Bourgogne-Franche-Comté et Climat de l'Yonne.
En 2010, le climat de la commune est de type climat océanique dégradé des plaines du Centre et du Nord, selon une étude du Centre national de la recherche scientifique s'appuyant sur une série de données couvrant la période 1971-2000. En 2020, Météo-France publie une typologie des climats de la France métropolitaine dans laquelle la commune est exposée à un climat océanique altéré et est dans la région climatique Nord-est du bassin Parisien, caractérisée par un ensoleillement médiocre, une pluviométrie moyenne régulièrement répartie au cours de l’année et un hiver froid (3 °C).
Pour la période 1971-2000, la température annuelle moyenne est de 10,6 °C, avec une amplitude thermique annuelle de 15,5 °C. Le cumul annuel moyen de précipitations est de 743 mm, avec 12,1 jours de précipitations en janvier et 7,7 jours en juillet. Pour la période 1991-2020, la température moyenne annuelle observée sur la station météorologique de Météo-France la plus proche, « Bouy-sur-Orvin », sur la commune de Bouy-sur-Orvin à 16 km à vol d'oiseau, est de 11,4 °C et le cumul annuel moyen de précipitations est de 635,9 mm. 
La température maximale relevée sur cette station est de 42,4 °C, atteinte le 25 juillet 2019 ; la température minimale est de −20,5 °C, atteinte le 17 janvier 1985,,.
Les paramètres climatiques de la commune ont été estimés pour le milieu du siècle (2041-2070) selon différents scénarios d'émission de gaz à effet de serre à partir des nouvelles projections climatiques de référence DRIAS-2020. Ils sont consultables sur un site dédié publié par Météo-France en novembre 2022.

## Urbanisme

### Typologie
Au 1er janvier 2024, Plessis-Saint-Jean est catégorisée commune rurale à habitat dispersé, selon la nouvelle grille communale de densité à sept niveaux définie par l'Insee en 2022.
Elle est située hors unité urbaine et hors attraction des villes,.

### Occupation des sols
L'occupation des sols de la commune, telle qu'elle ressort de la base de données européenne d’occupation biophysique des sols Corine Land Cover (CLC), est marquée par l'importance des territoires agricoles (97,7 % en 2018), une proportion identique à celle de 1990 (97,7 %). La répartition détaillée en 2018 est la suivante : 
terres arables (97,2 %), zones urbanisées (2,3 %), zones agricoles hétérogènes (0,5 %). L'évolution de l’occupation des sols de la commune et de ses infrastructures peut être observée sur les différentes représentations cartographiques du territoire : la carte de Cassini (XVIIIe siècle), la carte d'état-major (1820-1866) et les cartes ou photos aériennes de l'IGN pour la période actuelle (1950 à aujourd'hui).

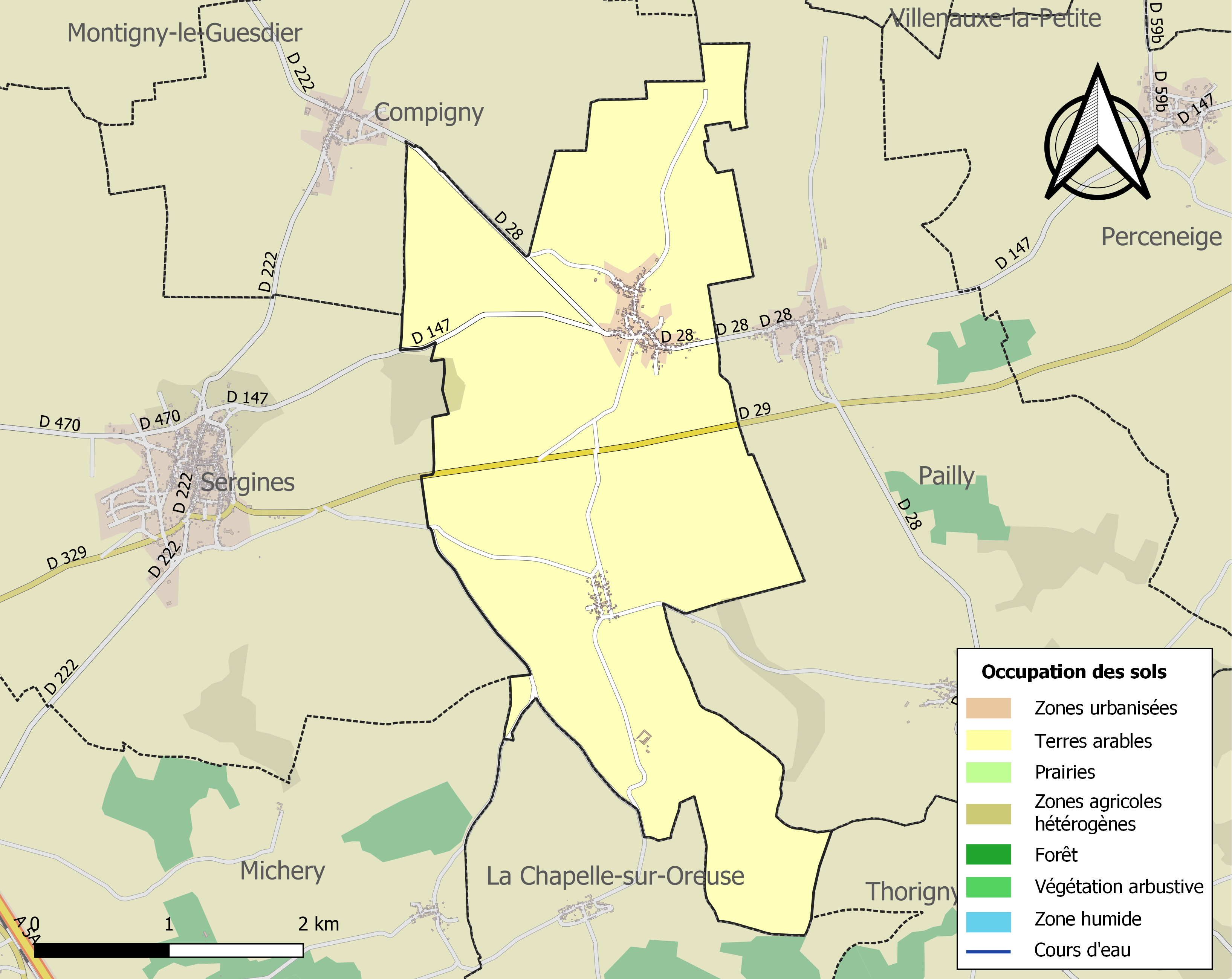
Carte des infrastructures et de l'occupation des sols de la commune en 2018 (CLC).

## Toponymie
Un plessis est un espace clos palissadé par des entrelacs de végétaux.

## Histoire

### Les Léventé et leur plessis
La famille Léventé participe à la création de l'abbaye de Preuilly en 1118, année de l'assassinat par défenestration de Milon de Monthléry, seigneur de Bray-sur-Seine. On constate qu'elle dispose d'une emprise foncière en pays Braytois sur les deux rives de la Seine. Dès le milieu du XIIe siècle, elle est présente sur la ligne de crête qui défend le Braytois champenois contre le domaine royal sénonais qui se termine au cours de l'Oreuse. Elle contrôle toute la partie orientale de la voie romaine allant de Sens à Meaux, Sergines formant le pendant occidental.
Le plessis est un espace clos palissadé par des entrelacs de végétaux. On peut supposer qu'il s'est agi d'une fortification rudimentaire. Un sondage radio électrique montre qu'à l'emplacement du château actuel, il a existé primitivement un vaste fossé circulaire protégeant une motte centrale. Un puits de très grande profondeur (une soixantaine de mètres) rend les lieux autonomes en cas de siège. Son couronnement a été restauré dernièrement. Le lieu prend le nom de la famille : Plessis-aux-Eventés.

### Les Du Plessis
En 1205, le lignage abandonne son nom "Léventé" pour prendre celui de Du Plessis. La descendance restera fidèle à sa terre d'origine jusqu'au début du XVIe siècle, filant quenouille. Abonnée au prénom Guillaume, elle fournit en particulier un capitaine de Troyes et de Provins durant la première phase de la guerre de Cent Ans. L'attraction troyenne se poursuivra au XVe siècle, traduite par la détention de seigneuries dans cette région. Mais on constate aussi une attraction tardive vers le Tonnerrois et les confins de l'Auxerrois. À une époque indéterminée, le donjon est rasé. Un bâtiment rectangulaire prend place au midi de la cour du château. Ce château est envahi par des émeutiers commandés par un sergent du bailliage de Meaux résidant à Bray. Il s'agit certainement d'un épisode de la célèbre et sanglante Jacquerie dont on ne connaît pas d'épisode plus méridional.
Les cadets sont dotés à partir du milieu du XIIIe siècle de la seigneurie de Pailly. De là, ils détiendront la seigneurie des Bordes et celle de Thorigny.
Les chevaliers de Saint-Jean de l'Hôpital (les "Hospitaliers") sont dotés par le lignage seigneurial d'un domaine sur le finage, formant une ferme. Ce sont peut être eux qui influenceront la toponymie, qui adoptera la forme de "Plessis Saint-Jean".

### La paroisse
En 1190, l'église paroissiale dispose de luminaires intérieurs allumés en permanence. Leur entretien est financé par un don seigneurial.

### L'ère de Choiseul
Héritiers des Du Plessis, les Choiseul deviennent seigneurs du Plessis-Saint-Jean au début du XVIe siècle. Le village reste quasiment exclusivement rural et rares sont les artisans et commerçants. Ces Choiseul prendront le nom de Choiseul-Praslin (nom d'une autre de leurs terres, Praslin). De ce fait, la paroisse sera parfois appelée le Plessis-Praslin (cf. duché de Praslin).

## Politique et administration

### Liste des maires
| Période                                  | Période  | Identité     | Étiquette | Qualité |
| ---------------------------------------- | -------- | ------------ | --------- | ------- |
| Les données manquantes sont à compléter. |          |              |           |         |
| mars 2008                                | En cours | Yann Gautrot | SE        |         |

## Population et société

### Démographie
L'évolution du nombre d'habitants est connue à travers les recensements de la population effectués dans la commune depuis 1793. Pour les communes de moins de 10 000 habitants, une enquête de recensement portant sur toute la population est réalisée tous les cinq ans, les populations de référence des années intermédiaires étant quant à elles estimées par interpolation ou extrapolation. Pour la commune, le premier recensement exhaustif entrant dans le cadre du nouveau dispositif a été réalisé en 2006.

En 2022, la commune comptait 218 habitants, en évolution de −0,46 % par rapport à 2016 (Yonne : −1,95 %, France hors Mayotte : +2,11 %).
| 1793 | 1800 | 1806 | 1821 | 1831 | 1836 | 1841 | 1846 | 1851 |
| ---- | ---- | ---- | ---- | ---- | ---- | ---- | ---- | ---- |
| 442  | 384  | 413  | 423  | 432  | 429  | 434  | 455  | 486  |

| 1856 | 1861 | 1866 | 1872 | 1876 | 1881 | 1886 | 1891 | 1896 |
| ---- | ---- | ---- | ---- | ---- | ---- | ---- | ---- | ---- |
| 487  | 476  | 465  | 434  | 430  | 407  | 394  | 392  | 349  |

| 1901 | 1906 | 1911 | 1921 | 1926 | 1931 | 1936 | 1946 | 1954 |
| ---- | ---- | ---- | ---- | ---- | ---- | ---- | ---- | ---- |
| 355  | 354  | 339  | 276  | 280  | 286  | 288  | 302  | 231  |

| 1962 | 1968 | 1975 | 1982 | 1990 | 1999 | 2006 | 2011 | 2016 |
| ---- | ---- | ---- | ---- | ---- | ---- | ---- | ---- | ---- |
| 244  | 228  | 185  | 191  | 184  | 186  | 219  | 219  | 219  |

| 2021 | 2022 | - | - | - | - | - | - | - |
| ---- | ---- | - | - | - | - | - | - | - |
| 213  | 218  | - | - | - | - | - | - | - |

## Culture locale et patrimoine

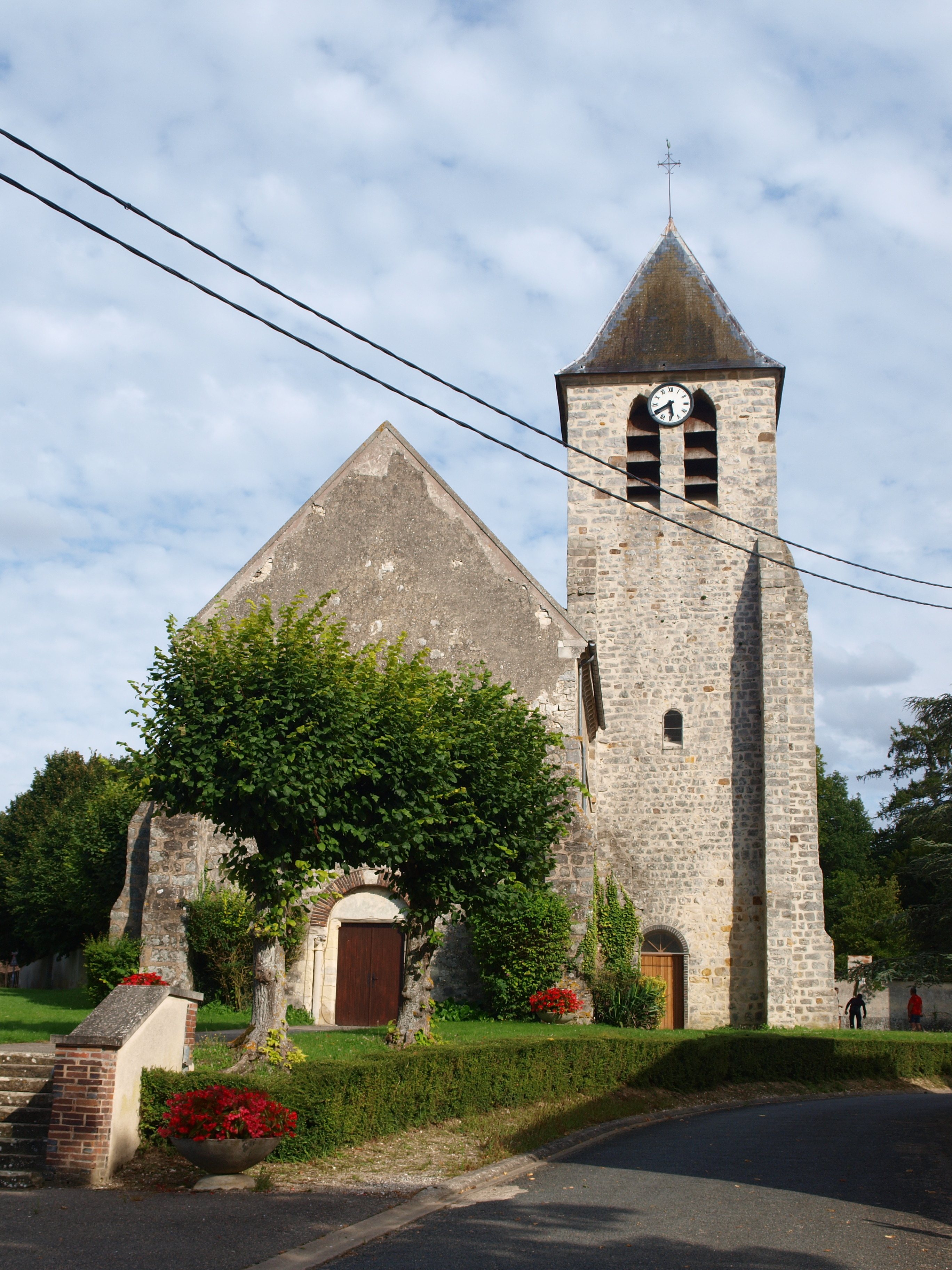
L'église.

### Lieux et monuments
- Le château de Plessis-Saint-Jean se situe au couchant de l'habitat, au sein d'un parc arboré. Un vaste et profond fossé circulaire encercle un terrain plat, accessible par un pont au couchant. Le bâtiment actuel, de forme rectangulaire, voisine la section nord du fossé. Il a été très remanié au cours du XIXe siècle. Des salles ont été creusées dans le talus extérieur du fossé (laiterie ?). Le puits est remarquable par sa profondeur (une soixantaine de mètres). L'emplacement de la motte du donjon, et d'un bâtiment rectangulaire proche du fossé méridional, ne sont connus que par la prospection radio électrique. (http://www.passionchateaux.com/ch_plessis.htm)
- L'Église sous le vocable de Saint Jean l'Evangéliste, et Saint Lupien.

### Personnalités liées à la commune
Marie Chereau, avocat au barreau de Paris